# Eucla
Eucla ist die östlichste Siedlung in Western Australia. Der Ort mit 53 Einwohnern (2016) liegt am Eyre Highway, 495 Kilometer von Ceduna in South Australia und 712 Kilometer von Norseman entfernt, an der Küste der Großen Australischen Bucht und am Rande der Nullarbor-Wüste.

## Geschichte
Der Namen des Ortes stammt von den Aborigines und beschreibt den Beginn des Verlaufs des Planeten Venus, genannt Yinculyer; eine weitere Bezeichnung ist Chinialla. 
Der erste Europäer, Edward John Eyre, kam 1841 in diese Gegend. 1867 sah B. Douglas, der Präsident des Marine Board of South Australia, hier die einzige Möglichkeit für einen Hafen an der 200 km langen Küstenlinie entlang der Großen Australischen Bucht. 1873 wurde die Telegrafenstation Moopina Station errichtet, über die ab 1877 Albany über die East-West-Telegrafenlinie mit Adelaide verbunden war. Eucla war eine wichtige Station, weil dort der sogenannte Victoria-Code, ein spezieller Morsecode von South Australia und Victoria, in den internationalen Morsecode umgewandelt wurde.
Außerdem wurde hier eine Mole gebaut, um Güter auf dem Seeweg nach Eucla zu bringen. 1885 wurde der Ort zur Stadt erhoben und 1929 durch die Trans-Australia-Railway erschlossen. Eine Kaninchenplage im Jahre 1890 destabilisierte die Sanddünen, die anschließend den Ort, die Telegrafenstation und den Friedhof unter sich begruben. Der Ort wurde fünf Kilometer östlich neu errichtet. Die von der Sanddüne umschlossene Telegrafenstation und der Friedhof sind heute eine touristische Attraktion.

## Wirtschaft und Verkehr

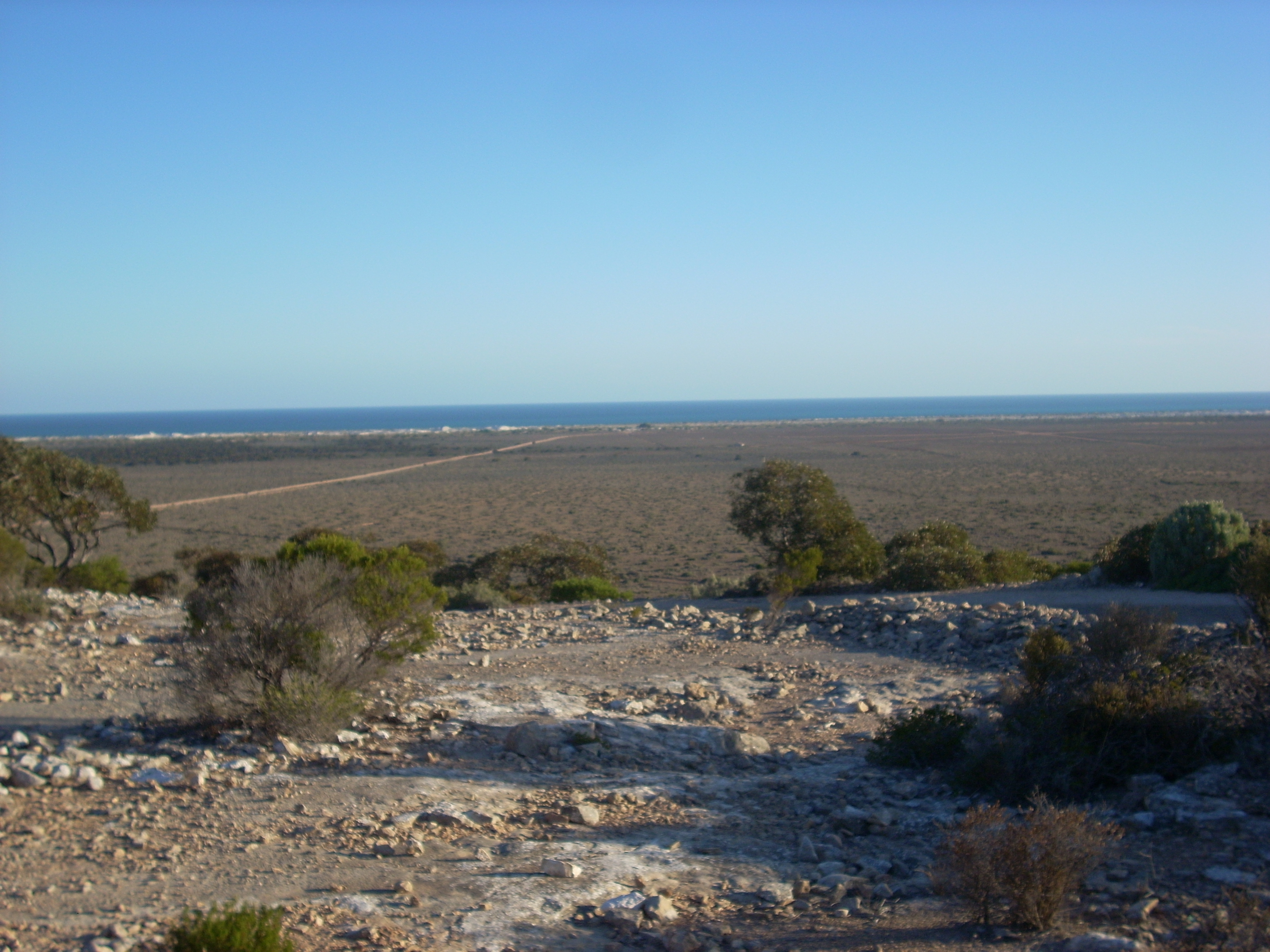
Blick vom Eucla Pass zur Küste

Eucla hat ein Hotel, ein Restaurant, einen Caravanpark und einen Golfclub, eine meteorologische Station und ein Museum in der alten Telegraphenstation. Neben dem Einkommen aus dem Tourismus leben die Bewohner Euclas vom Fischfang. Der Eucla Pass in der Nähe des Ortes ist – abgesehen von derjenigen in Madura – die einzige Erhöhung an der Großen Australischen Bucht, die einen Ausblick über das Meer bietet. Der 33 km²  große Eucla-Nationalpark südöstlich von Eucla zwischen Highway und Küste schützt ein von Sanddünen geprägtes Gebiet.
Eucla ist mit den Greyhound Australia nicht mehr erreichbar, da die Gesellschaft den Ort seit 2005 nicht mehr anfährt. Des Weiteren gibt es in der Nähe von Eucla eine Landepiste für Flugzeuge.

## Zeitzone
In Eucla und einigen anderen Siedlungen am Eyre Highway wie zum Beispiel in Caiguna, Madura, Mundrabilla und Border Village wird inoffiziell UTC+8:45 verwendet. Die Siedlungen liegen in der Mitte zwischen westlicher (UTC+8) und zentraler Zeitzone (UTC+9:30). Auch eine Sommerzeit wird in diesem Gebiet eingehalten, allerdings beträgt die Gesamteinwohnerschaft nur etwa 200 Personen.
|                       | Jan  | Feb  | Mär  | Apr  | Mai  | Jun  | Jul  | Aug  | Sep  | Okt  | Nov  | Dez  |   |       |
| Mittl. Tagesmax. (°C) | 25,7 | 25,6 | 25,0 | 23,5 | 20,9 | 18,7 | 17,9 | 19,0 | 21,2 | 22,8 | 23,8 | 24,6 | ⌀ | 22,4  |
| Mittl. Tagesmin. (°C) | 16,6 | 16,9 | 15,9 | 13,3 | 10,5 | 8,2  | 7,1  | 7,5  | 9,1  | 11,1 | 13,2 | 15,0 | ⌀ | 12    |
|                       |      |      |      |      |      |      |      |      |      |      |      |      |   |       |
| Niederschlag (mm)     | 14,0 | 18,5 | 22,0 | 25,7 | 31,6 | 29,8 | 24,8 | 26,2 | 21,4 | 18,9 | 17,9 | 17,4 | Σ | 268,2 |
|                       |      |      |      |      |      |      |      |      |      |      |      |      |   |       |
| Regentage (d)         | 3,3  | 4,4  | 5,9  | 7,4  | 10,3 | 10,2 | 10,1 | 9,7  | 8,2  | 6,6  | 5,5  | 4,6  | Σ | 86,2  |

| 16,6 |

| 16,9 |

| 15,9 |

| 13,3 |

| 10,5 |

| 8,2 |

| 7,1 |

| 7,5 |

| 9,1 |

| 11,1 |

| 13,2 |

| 15,0 |

| 16,6 |

| 16,9 |

| 15,9 |

| 13,3 |

| 10,5 |

| 8,2 |

| 7,1 |

| 7,5 |

| 9,1 |

| 11,1 |

| 13,2 |

| 15,0 |

## Bilder

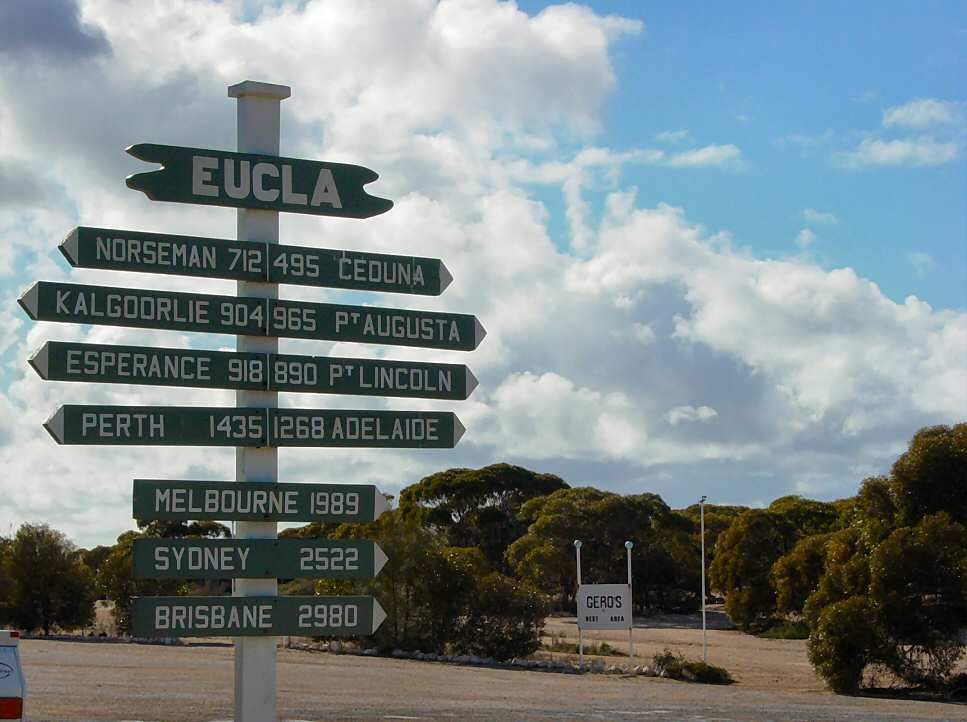
Wegweiser (2005)
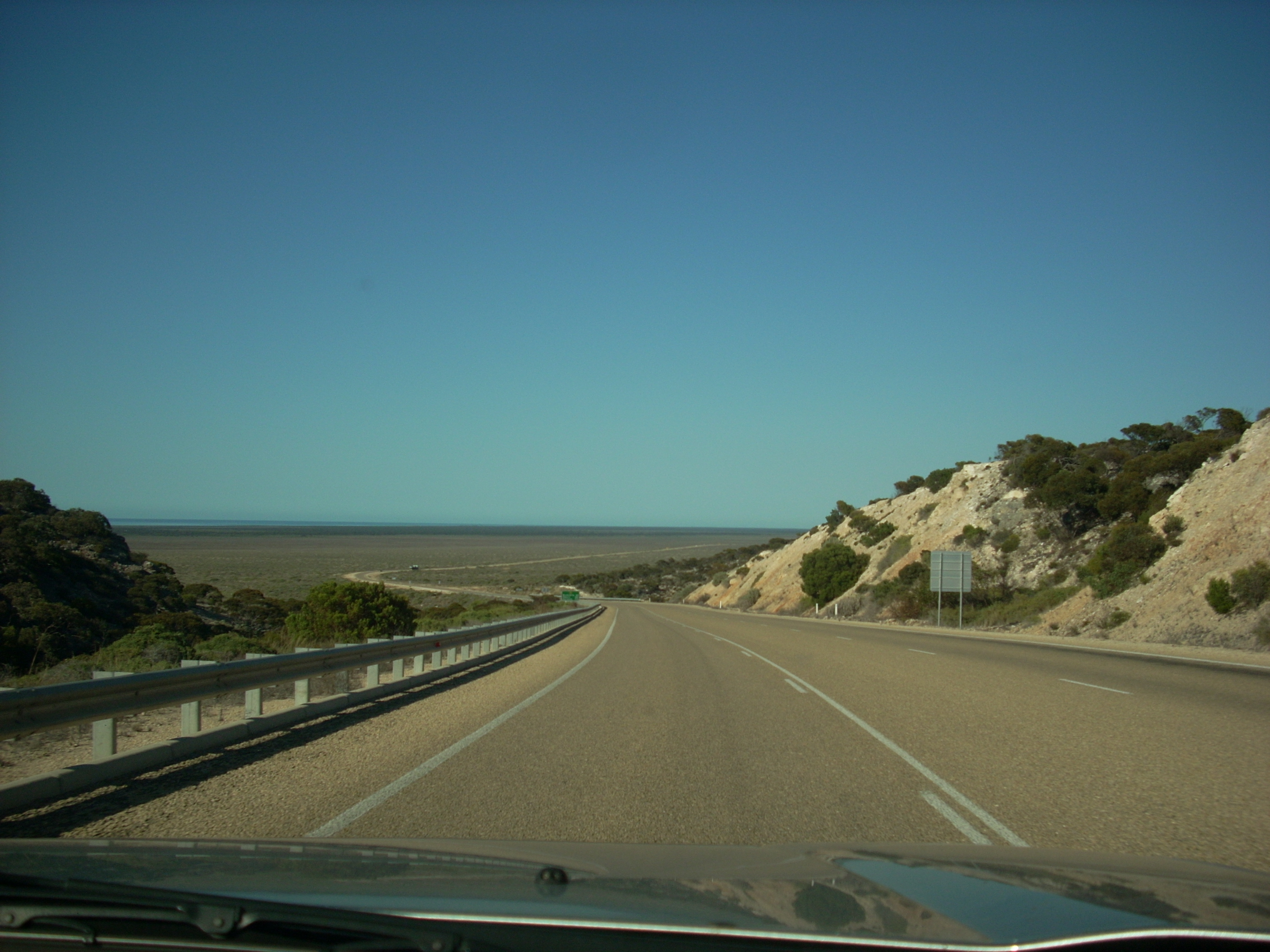
Eucla Pass (2008)
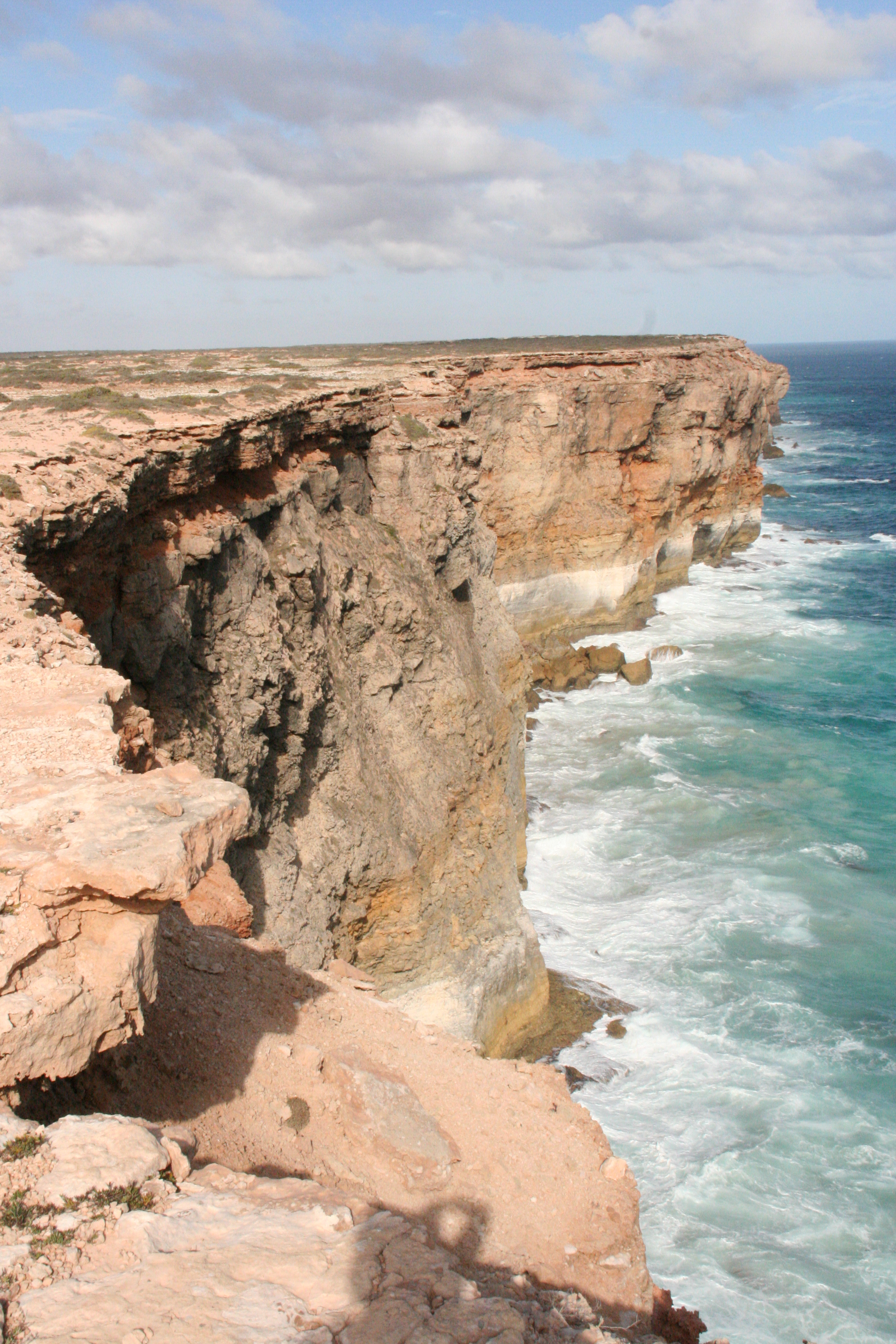
Kliff (2009)
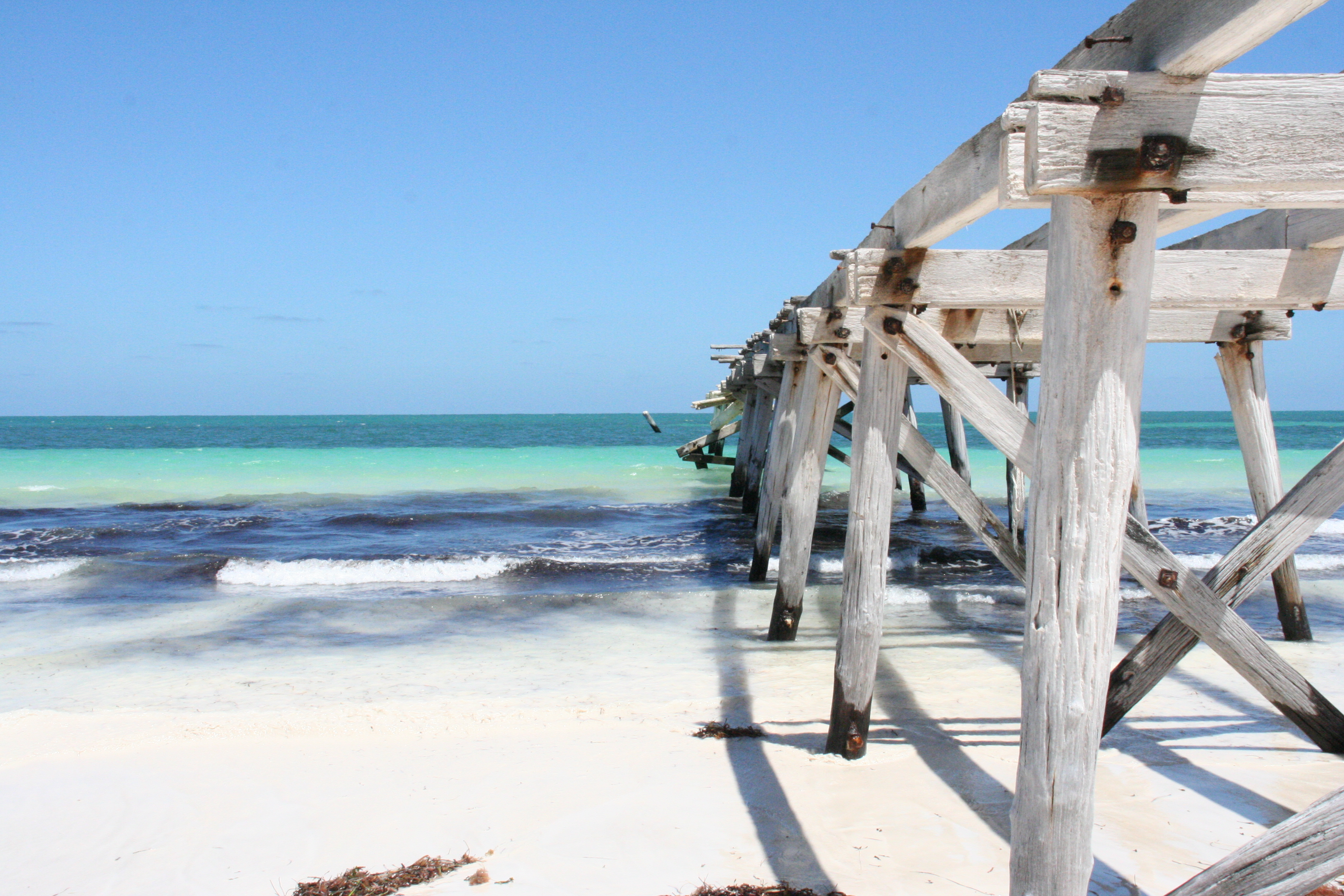
Alte Jetty (2009)
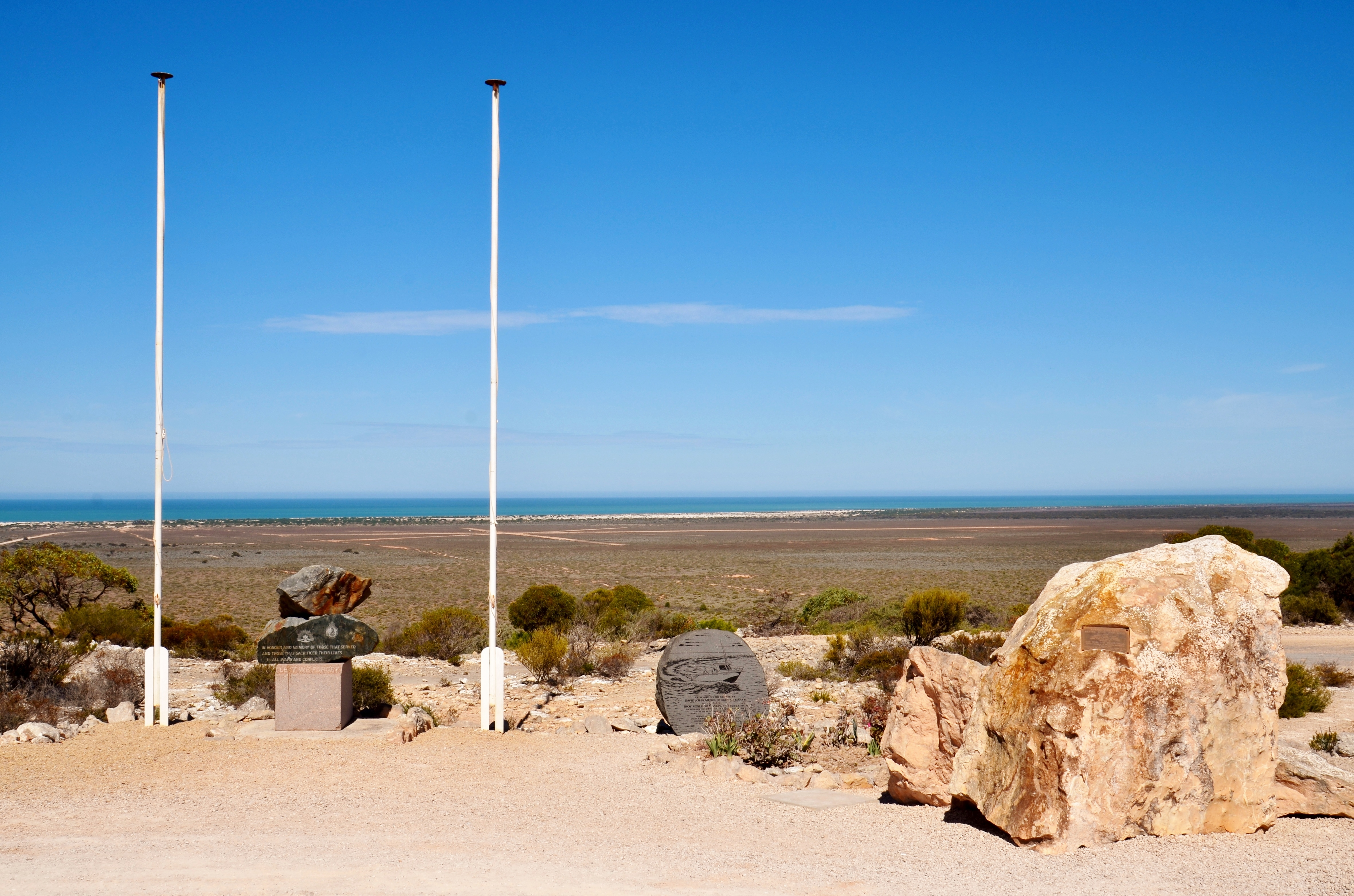
Kriegsdenkmal (2017)
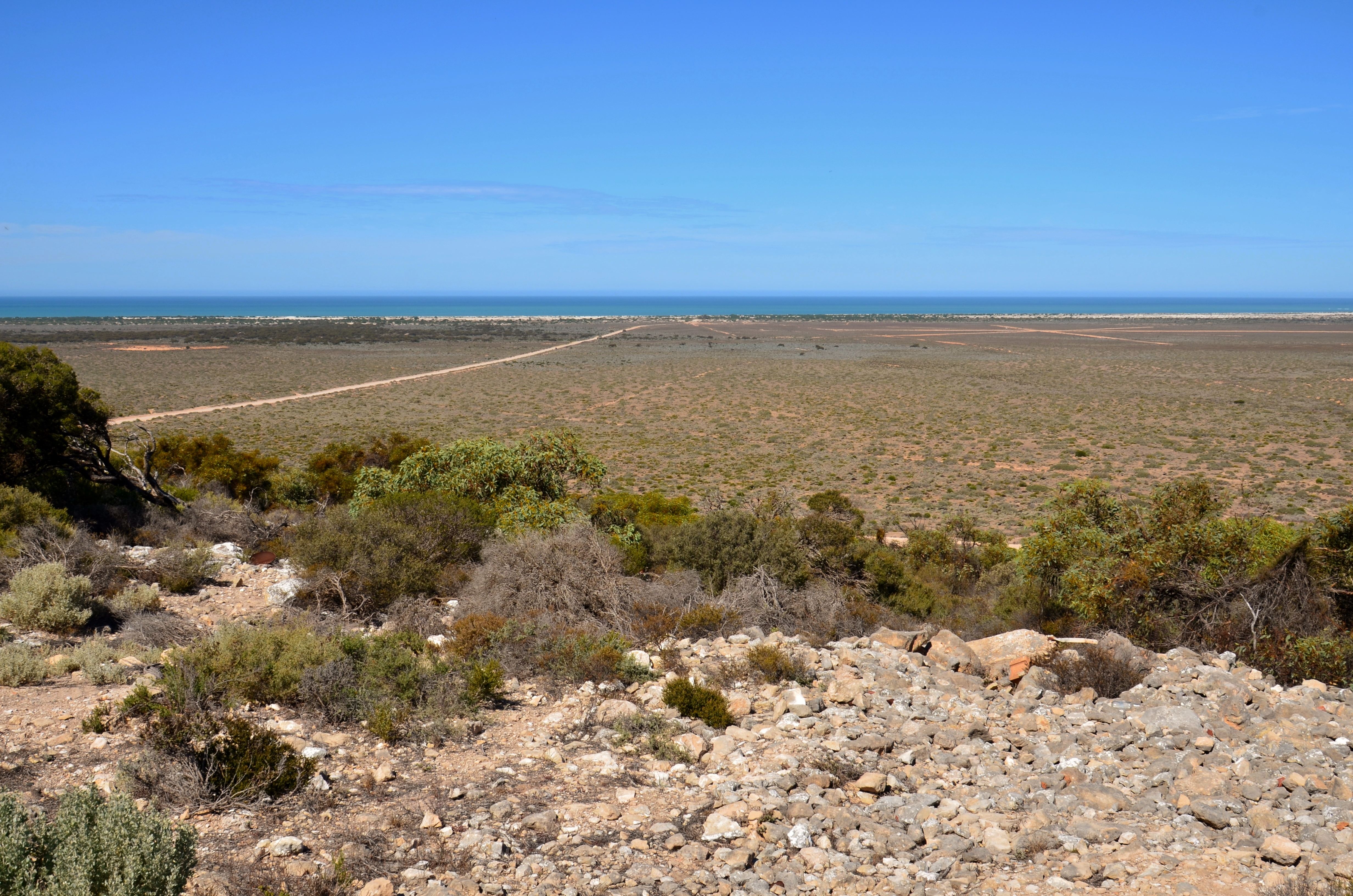
Flugplatz (2017)